# Alytaus Alytus
Alytus Alita est un club lituanien de basket-ball basé dans la ville d’Alytus et participant à la LKL soit le plus haut échelon du championnat lituanien.

## Palmarès
- Vainqueur de la saison régulière de NKL (2e division) : 2007

## Entraîneurs successifs
- Depuis 2004 :  Sigitas Krukis

## Joueurs célèbres ou marquants
- Zygimantas Janavicius